# Erica glauca
Erica glauca är en ljungväxtart som beskrevs av Gábor Gabriel Andreánszky. Erica glauca ingår i släktet klockljungssläktet, och familjen ljungväxter. Utöver nominatformen finns också underarten E. g. elegans.